# Investec Ladies Cup
De Investec Ladies Cup is een jaarlijks golftoernooi voor vrouwen in Zuid-Afrika, dat deel uitmaakt van de Sunshine Ladies Tour. Het toernooi werd opgericht in 2014 en vindt telkens plaats op verschillende golfbanen in Zuid-Afrika.
De top 10 van de "Order of Merit" van de Chase to the Investec Cup for Ladies golfen tegen elkaar voor het toernooizege. Het wordt gespeeld in een strokeplay-formule van drie ronden.

## Winnaressen
| Jaar | Winnares      | Score | Score | Info        |
| ---- | ------------- | ----- | ----- | ----------- |
| 2014 | Lee-Anne Pace | 216   | par   | [ 1 ] [ 2 ] |

| Toernooirecord |